# Ryan Lochte
Ryan Lochte (Canandaigua, 3 augustus 1984) is een Amerikaanse zwemmer die gespecialiseerd is in de rugslag en de wisselslag maar ook vrije slag zwemt. Sinds zijn doorbraak in 2004 heeft hij elf olympische medailles gewonnen, waarvan vijf goud. Op de wereldkampioenschappen in 2011 won hij vier individuele titels. Hij is wereldrecordhouder op de 100 meter wisselslag (kortebaan), 200 meter wisselslag (langebaan en kortebaan) en op de 400 meter wisselslag (kortebaan).

## Carrière
Bij zijn internationale debuut, op de Pan-Amerikaanse Spelen 2003 in Santo Domingo, legde de Amerikaan samen met Dan Ketchum, Jeffrey Lee en Bryan Goldberg beslag op de gouden medaille op de 4×200 meter vrije slag.
Tijdens de Olympische Spelen 2004 in Athene veroverde Lochte, achter Michael Phelps, de zilveren medaille op de 200 meter wisselslag. Op de 4×200 meter vrije slag sleepte hij samen met Michael Phelps, Peter Vanderkaay en Klete Keller de gouden medaille in de wacht. Op de wereldkampioenschappen kortebaanzwemmen 2004 in Indianapolis legde de Amerikaan beslag op de zilveren medaille op de 200 meter wisselslag en op de bronzen medaille op de 200 meter vrije slag, op de 100 meter wisselslag eindigde hij als vijfde. Samen met Chad Carvin, Dan Ketchum en Justin Mortimer veroverde hij de wereldtitel op de 4×200 meter vrije slag.

### 2005-2008
In Montreal nam Lochte deel aan de wereldkampioenschappen zwemmen 2005. Op dit toernooi sleepte Lochte de bronzen medaille in de wacht op zowel de 200 meter rugslag als de 200 meter wisselslag, op de 400 meter wisselslag eindigde hij op de vijfde plaats. Op de 4×200 meter vrije slag legde hij samen met Michael Phelps, Peter Vanderkaay en Klete Keller beslag op de wereldtitel.
In Shanghai kroonde hij zich tot koning van de wereldkampioenschappen zwemmen kortebaan 2006 door zes medailles mee naar huis te nemen. Individueel pakte hij het goud op de 200 meter rugslag en de 200 en 400 meter wisselslag en eindigde hij als vijfde op de 200 meter vrije slag, op de 100 meter vlinderslag strandde hij in de halve finales. Samen met Scott Usher, Jayme Cramer en Nicholas Brunelli veroverde hij de zilveren medaille op de 4×100 meter wisselslag, op de 4×100 meter vrije slag sleepte hij samen met Nicholas Brunelli, Matt Grevers en Jason Lezak de bronzen medaille in de wacht. Samen met Nicholas Brunelli, Jayme Cramer en Larsen Jensen legde hij beslag op de bronzen medaille op de 4×200 meter vrije slag. Tijdens de Pan Pacific kampioenschappen zwemmen 2006 in Victoria veroverde Lochte de zilveren medaille op zowel 100 meter rugslag als de 200 meter wisselslag, op andere afstanden werd hij uitgeschakeld in de series. Op de 4×200 meter vrije slag sleepte hij samen met Michael Phelps, Peter Vanderkaay en Klete Keller de gouden medaille in de wacht.
Op de wereldkampioenschappen zwemmen 2007 in Melbourne onttroonde hij Aaron Peirsol als wereldkampioen op de 200 meter rugslag, daarnaast werd hij vice-wereldkampioen op de 100 meter rugslag, de 200 meter wisselslag en de 400 meter wisselslag. Samen Michael Phelps, Klete Keller en Peter Vanderkaay legde hij beslag op de wereldtitel op de 4×200 meter vrije slag, op de 4×100 meter wisselslag werd hij samen met Scott Usher, Ian Crocker en Neil Walker gediskwalificeerd in de series.
In Manchester nam de Amerikaan deel aan de wereldkampioenschappen kortebaanzwemmen 2008. Op dit toernooi veroverde hij de wereldtitels op alle wisselslagafstanden en de zilveren medaille op de 200 meter rugslag. Samen met Bryan Lundquist, Nathan Adrian en Doug Van Wie sleepte hij de wereldtitel in de wacht op de 4×100 meter vrije slag, op de 4×100 meter wisselslag legde hij samen met Randall Bal, Mark Gangloff en Nathan Adrian beslag op de zilveren medaille. Samen met Robert Margalis, Larsen Jensen en Doug Van Wie eindigde hij als vierde op de 4×200 meter vrije slag. De derde dag van de Amerikaanse trials voor de Olympische Spelen van Peking werden een teleurstelling voor Lochte. Hij plaatste zich nog wel als snelste voor de finale van de 200 meter vrije slag, maar zag af van deelname om zich te concentreren op de finale van de 100 meter rugslag, die twintig minuten later werd gezwommen. Lochte, vice-wereldkampioen op de 100 rug, kwam in die finale echter niet verder dan een derde plaats en miste zo een ticket voor Peking. Tijdens die Spelen in Peking kwam Lochte eerst in actie op de 400 meter wisselslag, voor het eeuwige duel met Michael Phelps, die had voor de Spelen aangegeven vooral dat duel te vrezen. Lochte kon echter niet aan de verwachtingen voldoen en bleef twee seconden boven zijn persoonlijk record, hij moest tevreden zijn met het brons. Daarna veroverde hij samen met Phelps, Ricky Berens en Peter Vanderkaay de gouden medaille op de 4×200 meter vrije slag. Op vrijdag 15 augustus werd Lochte eerst olympisch kampioen op de 200 meter rugslag, later op de ochtend sleepte hij de bronzen medaille in de wacht op de 200 meter wisselslag.

### 2009-2012
Op de wereldkampioenschappen zwemmen 2009 in Rome veroverde de Amerikaan de wereldtitels op de 200 en de 400 meter wisselslag, op de 200 meter rugslag moest hij genoegen nemen met het brons. Op de 4×100 meter vrije slag legde hij samen met Michael Phelps, Matt Grevers en Nathan Adrian beslag op de wereldtitel, samen met Michael Phelps, Ricky Berens en David Walters sleepte hij de wereldtitel in de wacht op de 4×200 meter vrije slag.
In Irvine nam Lochte deel aan de Pan Pacific kampioenschappen zwemmen 2010. Op dit toernooi veroverde hij viermaal individueel goud: op de 200 meter vrije slag, op de 200 meter rugslag en op de beide wisselslagafstanden. Op de 4×100 meter vrije slag legde hij samen met Michael Phelps, Jason Lezak en Garrett Weber-Gale beslag op de gouden medaille, samen met Michael Phelps, Peter Vanderkaay en Ricky Berens sleepte hij de gouden medaille in de wacht op de 4×200 meter vrije slag. Tijdens de wereldkampioenschappen kortebaanzwemmen 2010 in Dubai veroverde de Amerikaan de wereldtitel op de 200 meter vrije slag, de 200 meter rugslag en op alle drie de wisselslagafstanden. Op de 4×100 meter wisselslag legde hij samen met Nick Thoman, Mihail Alexandrov en Garrett Weber-Gale beslag op de wereldtitel, samen met Peter Vanderkaay, Garrett Weber-Gale en Ricky Berens sleepte hij de zilveren medaille in de wacht op de 4×200 meter vrije slag. Op de 4×100 meter vrije slag eindigde hij samen met Nathan Adrian, Garrett Weber-Gale en Ricky Berens op de vierde plaats.
Op de wereldkampioenschappen zwemmen 2011 in Shanghai veroverde Lochte vijf wereldtitels, waarvan vier op individuele onderdelen: de 200 meter vrije slag, 200 meter rugslag en beide wisselslagafstanden. De vijfde titel behaalde hij samen met Michael Phelps, Peter Vanderkaay en Ricky Berens op de 4×200 meter vrije slag estafette (zijn vierde op rij na 2005, 2007 en 2009) en verder won hij nog een bronzen medaille op de 4×100 vrije slag estafette als serie-zwemmer. Op de 200 meter wisselslag verbrak hij zijn eigen wereldrecord met 1.54,00. Opmerkelijk was dat hij tijdens dit toernooi tweemaal Michael Phelps versloeg op individuele nummers, dit had nog nooit iemand gepresteerd op een internationaal titeltoernooi.
Tijdens de Olympische Zomerspelen 2012 in Londen veroverde Lochte de gouden medaille bij het onderdeel 400m wisselslag. Bij het estafetteonderdeel 4× 100m vrije slag won Lochte samen met Michael Phelps, Cullen Jones en Nathan Adrian de zilveren medaille. In de laatste 50m werd de leidende positie verloren aan het Franse team die de gouden medaille wonnen. Op de derde dag viel hij buiten de prijzen met een vierde plaats op de 200 meter vrije slag. Op de 4×200m vrije slag kon Lochte zich verzekeren van een tweede gouden medaille op de Spelen. De Amerikaanse estafetteploeg met Lochte, Conor Dwyer, Ricky Berens en Michael Phelps bouwde al vroeg in de wedstrijd een voorsprong uit op de rechtstreekse concurrenten, won de wedstrijd met een tijd onder de zeven minuten en nam zo weerwraak op het Franse estafetteteam voor het verlies van de gouden medaille in de 4× 100m vrije slag. Op de zesde dag van het toernooi zwom Lochte zijn laatste twee finales, slechts 30 minuten na elkaar. Eerst werd hij verrassend derde op de 200 meter rugslag, het nummer waarop hij zijn titel verdedigde. Vervolgens won hij zilver op de 200 meter wisselslag. Dit betekende dat hij voor de derde Spelen op rij een medaille won op dit onderdeel. Lochte sloot het toernooi af met 5 medailles, waaronder 2 gouden. Op de wereldkampioenschappen kortebaanzwemmen 2012 in Istanboel werd de Amerikaan wereldkampioen op de 200 meter vrije slag en de 100 en 200 meter wisselslag, daarnaast veroverde hij de zilveren medaille op de 200 meter rugslag en de bronzen medaille op de 100 meter vlinderslag. Op de 4×100 meter vrije slag veroverde hij samen met Anthony Ervin, Jimmy Feigen en Matt Grevers de wereldtitel, samen met Conor Dwyer, Michael Klueh en Matt McLean werd hij wereldkampioen op de 4×200 meter vrije slag. Op de 4×100 meter wisselslag legde hij samen met Matt Grevers, Kevin Cordes en Thomas Shields beslag op de wereldtitel.

### 2013-2016
Op de wereldkampioenschappen zwemmen 2013 in Barcelona veroverde Lochte drie wereldtitels, waarvan twee op individuele onderdelen: de 200 meter rugslag en de 200 meter wisselslag. De vijfde titel behaalde hij samen met Conor Dwyer, Charlie Houchin en Ricky Berens op de 4×200 meter vrije slag estafette. Dit was zijn vijfde wereldtitel op deze estafette op rij (na 2005, 2007, 2009 en 2011), meteen was hij ook de eerste zwemmer die hierin slaagde. Verder won hij nog een zilveren medaille op de 4×100 meter vrije slag, aan de zijde van Nathan Adrian, Anthony Ervin en Jimmy Feigen. Op de 200 meter vrije slag slaagde Lochte er niet in om zijn titel te prolongeren. In deze finale eindigde hij op een vierde plaats.
Tijdens de Pan-Pacifische kampioenschappen zwemmen 2014 in Gold Coast sleepte de Amerikaan de zilveren medaille in de wacht op de 100 meter vlinderslag, daarnaast eindigde hij als vijfde op de 200 meter vrije slag en als negende op de 200 meter wisselslag. Op de 4×200 meter vrije slag legde hij samen met Conor Dwyer, Michael Phelps en Matt McLean beslag op de gouden medaille. Samen met Michael Phelps, Nathan Adrian en Anthony Ervin behaalde hij de zilveren medaille op de 4×100 meter vrije slag. In Doha nam Lochte deel aan de wereldkampioenschappen kortebaanzwemmen 2014. Op dit toernooi veroverde hij de zilveren medaille op zowel de 200 meter rugslag als de 200 meter wisselslag en de bronzen medaille op zowel de 200 meter vrije slag als de 100 meter wisselslag. Daarnaast eindigde hij als zevende op de 100 meter vlinderslag. Op de 4×200 meter vrije slag werd hij samen met Conor Dwyer, Matt McLean en Tyler Clary wereldkampioen. Samen met Josh Schneider, Thomas Shields en Jimmy Feigen veroverde hij de zilveren medaille op de 4×50 meter vrije slag. Op de 4×100 meter wisselslag legde hij samen met Matt Grevers, Cody Miller en Thomas Shields beslag op de zilveren medaille. Samen met Jimmy Feigen, Matt Grevers en Thomas Shields sleepte hij de bronzen medaille in de wacht op de 4×100 meter vrije slag.
Op de Wereldkampioenschappen zwemmen 2015 in Kazan werd de Amerikaan voor de vierde keer op rij wereldkampioen op de 200 meter wisselslag, op de 200 meter vrije slag eindigde hij op de vierde plaats. Samen met Conor Dwyer, Reed Malone en Michael Weiss veroverde hij de zilveren medaille op de 4×200 meter vrije slag. Op de 4×100 meter wisselslag zwom hij samen met Matt Grevers, Cody Miller en Tim Phillips in de series, in de finale legden Ryan Murphy, Kevin Cordes, Thomas Shields en Nathan Adrian beslag op de wereldtitel. Voor zijn aandeel in de series ontving Lochte eveneens de gouden medaille. Samen met Nathan Adrian, Simone Manuel en Missy Franklin werd hij wereldkampioen op de gemengde 4×100 meter vrije slag.
Tijdens de Olympische Spelen van 2016 in Rio de Janeiro eindigde Lochte als vijfde op de 200 meter wisselslag. Op de 4×200 meter vrije slag sleepte hij samen met Conor Dwyer, Townley Haas en Michael Phelps de gouden medaille in de wacht.

## Belangrijkste resultaten
| Jaar | Olympische Spelen                                                                                             | WK langebaan | WK kortebaan | PanPacs | Pan-Ams           |
| ---- | --- | --- | --- | --- | ----------------- |
| 2003 | | geen deelname | | | 4×200m vrije slag |
| 2004 | 200m wisselslag · 4×200m vrije slag                                                                           | | 200m vrije slag · 5e 100m wisselslag · 200m wisselslag · 4×200m vrije slag | |                   |
| 2005 | | 200m rugslag · 200m wisselslag · 5e 400m wisselslag · 4×200m vrije slag                                                                  | | |                   |
| 2006 | | | 5e 200m vrije slag · 200m rugslag · 9e 100m vlinderslag · 200m wisselslag · 400m wisselslag · 4×100m vrije slag · 4×200m vrije slag · 4×100m wisselslag                                          | serie 100m vrije slag · serie 400m vrije slag · 100m rugslag · serie 200m rugslag · 200m wisselslag · 4×200m vrije slag         |                   |
| 2007 | | serie 50m rugslag · 100m rugslag · 200m rugslag · 200m wisselslag · 400m wisselslag · 4×200m vrije slag · DQ 4×100m wisselslag           | | | geen deelname     |
| 2008 | 200m rugslag · 200m wisselslag · 400m wisselslag · 4×200m vrije slag                                          | | 4e 50m vrije slag · 200m rugslag · 10e 50m schoolslag · 11e 100m schoolslag · 100m wisselslag · 200m wisselslag · 400m wisselslag · 4×100m vrije slag · 4e 4×200m vrije slag · 4×100m wisselslag | |                   |
| 2009 | | 200m rugslag · 200m wisselslag · 400m wisselslag · 4×100m vrije slag · 4×200m vrije slag                                                 | | |                   |
| 2010 | | | 200m vrije slag · 200m rugslag · 100m wisselslag · 200m wisselslag · 400m wisselslag · 4e 4×100m vrije slag · 4×200m vrije slag · 4×100m wisselslag                                              | 200m vrije slag · serie 100m rugslag · 200m rugslag · 200m wisselslag · 400m wisselslag · 4×100m vrije slag · 4×200m vrije slag |                   |
| 2011 | | 200m vrije slag · 200m rugslag · 200m wisselslag · 400m wisselslag · 4×100m vrije slag · Lochte zwom enkel de series · 4×200m vrije slag | | | geen deelname     |
| 2012 | 4e 200m vrije slag · 200m rugslag · 200m wisselslag · 400m wisselslag · 4×100m vrije slag · 4×200m vrije slag | | 200m vrije slag · 200m rugslag · 100m vlinderslag · 100m wisselslag · 200m wisselslag · 4×100m vrije slag · 4×200m vrije slag · 4×100m wisselslag                                                | |                   |
| 2013 | | 4e 200m vrije slag · 200m rugslag · 6e 100m vlinderslag · 200m wisselslag · 4×200m vrije slag · 4×100m vrije slag                        | | |                   |
| 2014 | | | 200m vrije slag · 200m rugslag · 100m wisselslag · 200m wisselslag · 7e 100m vlinderslag · 4×50m vrije slag · 4×100m vrije slag · 4×200m vrije slag · 4×100m wisselslag                          | serie 100m vrije slag · 5e 200m vrije slag · 100m vlinderslag · 9e 200m wisselslag · 4×100m vrije slag · 4×200m vrije slag      |                   |
| 2015 | | 4e 200m vrije slag · 200m wisselslag · 4×100m wisselslag · Lochte zwom enkel de series · 4×200m vrije slag · 4×100m vrije slag gemengd   | | | geen deelname     |
| 2016 | 5e 200m wisselslag · 4×200m vrije slag                                                                        | | geen deelname | |                   |
| 2017 | | geen deelname | | |                   |
| 2018 | | | geen deelname | geen deelname |                   |
| 2019 | | geen deelname | | | geen deelname     |

## Persoonlijke records
bijgewerkt tot en met 7 september 2020
Kortebaan
| Afstand          | Tijd    | Datum            | Plaats     |
| ---------------- | ------- | ---------------- | ---------- |
| 50m vrije slag   | 21,44   | 11 april 2008    | Manchester |
| 100m vrije slag  | 47,09   | 9 april 2008     | Manchester |
| 200m vrije slag  | 1.41,08 | 15 december 2010 | Dubai      |
| 50m rugslag      | 24,15   | 25 november 2006 | Toronto    |
| 100m rugslag     | 49,99   | 9 april 2006     | Shanghai   |
| 200m rugslag     | 1.46,68 | 19 december 2010 | Dubai      |
| 50m schoolslag   | 27,25   | 12 april 2008    | Manchester |
| 100m schoolslag  | 58,98   | 9 april 2008     | Manchester |
| 100m vlinderslag | 49,59   | 13 december 2012 | Istanboel  |
| 100m wisselslag  | 50,71   | 15 december 2012 | Istanboel  |
| 200m wisselslag  | 1.49,63 | 14 december 2012 | Istanboel  |
| 400m wisselslag  | 3.55,50 | 16 december 2010 | Dubai      |

Langebaan
| Afstand          | Tijd    | Datum           | Plaats       |
| ---------------- | ------- | --------------- | ------------ |
| 100m vrije slag  | 48,16   | 2 juli 2008     | Indianapolis |
| 200m vrije slag  | 1.44,44 | 26 juli 2011    | Shanghai     |
| 400m vrije slag  | 3.49,25 | 7 juni 2008     | Charlotte    |
| 50m rugslag      | 25,68   | 31 maart 2007   | Melbourne    |
| 100m rugslag     | 53,37   | 1 juli 2008     | Omaha        |
| 200m rugslag     | 1.52,96 | 29 juli 2011    | Shanghai     |
| 100m vlinderslag | 51,48   | 2 augustus 2013 | Barcelona    |
| 200m wisselslag  | 1.54,00 | 28 juli 2011    | Shanghai     |
| 400m wisselslag  | 4.05,18 | 28 juli 2012    | Londen       |

## Tankstationincident
Op 14 augustus 2016 bracht de New York Times het nieuws naar buiten dat Lochte samen met de Amerikaanse olympische zwemmers Gunnar Bentz, Jack Conger en Jimmy Feigen slachtoffer was van een gewapende roofoverval bij een tankstation. Uit politieonderzoek bleek echter dat de zwemmers de overval verzonnen hadden. Camerabeelden van een tankstation lieten zien dat de vier Amerikanen zelf vernielingen aanrichtten en daarna een conflict kregen met de bewakers van het tankstation. Uit beelden van de beveiligingscamera's van het olympisch dorp bleek dat de vier zwemmers onaangedaan en in het bezit van hun waardevolle spullen waren teruggekeerd. Op 18 augustus 2016 werden Conger en Bentz vlak voor hun vertrek uit het vliegtuig gehaald door de Braziliaanse federale politie, Ryan Lochte was op dat moment al teruggevlogen naar de VS. Jimmy Feigen betaalde 11.000 dollar aan een goed doel (het Reaction Institute, een Braziliaans goed doel dat arme kinderen in staat stelt te sporten), om onder verdere vervolging uit te komen. Het incident zorgde wereldwijd voor grote verontwaardiging. Op 8 september 2016 werd bekend dat Lochte tien maanden geschorst werd voor zijn aandeel in het tankstationincident.

## Tweede schorsing
In juli 2018 werd bekend dat Lochte voor de tweede keer geschorst was door de Amerikaanse antidopingautoriteit USADA. De olympisch kampioen had in mei een foto geplaatst waarop te zien was dat hij een infuus met middelen kreeg toegediend. In een daaropvolgend onderzoek bleek dat de wijze van toediening niet volgens de regels was. De schorsing geldt voor 14 maanden.